# Esperando una visa
Esperando una visa es un texto autobiográfico redactado por B. R. Ambedkar entre 1935 y 1936.El manuscrito fue publicado de manera póstuma el 19 de marzo de 1990 por la Sociedad de Educación Popular, en formato de folleto. En su contenido, Ambedkar recopila diversas experiencias personales y relatos de otras personas con el objetivo de ilustrar cómo se manifiesta la intocabilidad en la sociedad india.

## Contenido
El libro se abre con una introducción breve y continúa con seis secciones que narran cómo Ambedkar vivió la intocabilidad desde que era niño. Las primeras cuatro secciones están dedicadas a sus propias vivencias, mientras que las dos últimas recogen testimonios de otras personas que también sufrieron esta forma de discriminación, los cuales son presentados por el propio Ambedkar.

### Introducción
Ambedkar introduce el tema del libro, dirigido principalmente a extranjeros y a quienes no están familiarizados con el concepto de intocabilidad.

### Sección 1: Un viaje de la infancia a Goregaon se convierte en una pesadilla
La primera sección narra un viaje que Ambedkar, con solo nueve años, hizo en 1901 junto a sus hermanos desde su hogar en Satara hasta Goregaon para encontrarse con su padre. Durante el trayecto, enfrentaron una discriminación tan severa que el viaje se volvió casi imposible y peligroso. Además, Ambedkar recuerda las humillaciones que sufrió en la escuela, como la obligación de sentarse en un trozo de tela de arpillera que debía llevar consigo a casa, y la necesidad de la presencia de un peón escolar para poder beber agua. Ambas medidas fueron adoptadas por la escuela para evitar que el agua y el suelo se "contaminaran" por un intocable. Para describir la situación del agua, Ambedkar utiliza la frase: «Sin peón, no hay agua».

### Sección 2: De regreso del oeste y sin poder encontrar alojamiento en Baroda.
Esta sección aborda principalmente las profundas divisiones que existían en Baroda durante ese período, tanto entre castas como entre religiones. En 1918, después de pasar tres años en Estados Unidos y un año en Londres, Ambedkar regresó a la India y se dirigió al estado de Baroda para trabajar como aprendiz en la Oficina del Contador General. Al llegar a Baroda, descubrió que ningún hotel hindú lo aceptaba debido a su casta baja, algo que le resultó sorprendente después de su tiempo en el extranjero. Finalmente, encontró una posada parsi, pero los no parsis no podían alojarse allí. Ambedkar negoció con el posadero y propuso registrarse con un nombre parsi falso, a lo que el posadero accedió. Así, Ambedkar pudo hospedarse, pero el undécimo día de su estancia, un grupo de parsis llegó furioso, armado con palos, para expulsarlo. Después de hacerle una serie de preguntas y comentarios amenazantes, los parsis le exigieron que se fuera esa misma tarde.
Consternado, Ambedkar se marchó y buscó refugio temporal en otro lugar mientras esperaba que se atendiera su solicitud de un bungalow al ministro. Sus únicos dos amigos en la región eran un hindú y un cristiano indio, pero ambos rechazaron sus peticiones debido a su casta baja. El hindú le dijo: «Si vienes a mi casa, mis sirvientes se irán», y el cristiano sugirió que su esposa brahmán no permitiría que un intocable fuera hospedado en su hogar. Al no encontrar otra alternativa, Ambedkar dejó Baroda y regresó a Bombay. La sección concluye con Ambedkar diciendo: «Fue entonces cuando aprendí por primera vez que una persona que es intocable para un hindú también lo es para un parsi».

### Sección 3: Orgullo, incomodidad y un peligroso accidente en Chalisgaon
En esta sección, Ambedkar narra un accidente que sufrió en 1929 en la aldea de Chalisgaon, en Maharashtra. En ese momento, había sido designado miembro de un comité creado por el gobierno de Bombay para investigar las denuncias de opresión y los agravios contra los intocables. Después de realizar investigaciones en el distrito de Khandesh, de camino a Bombay, llegó a Chalisgaon para investigar un caso de boicot social llevado a cabo por los hindúes contra los intocables de la aldea. Los intocables del lugar le pidieron que pasara la noche con ellos, pero debido a que los "tonga walas" (conductores de carruajes de un solo caballo) consideraban indigno transportar a un intocable, los aldeanos tuvieron que alquilar un carruaje y conducirlo ellos mismos. Sin embargo, el intocable que conducía el carruaje no era experimentado, lo que provocó un accidente. Al cruzar el río por una alcantarilla, una rueda del carruaje se atascó entre las piedras, haciendo que el caballo y el carruaje cayeran al río. Ambedkar fue lanzado fuera del carruaje y cayó sobre la acera, sufriendo varias lesiones, incluida una fractura en la pierna.
Al relatar este episodio, Ambedkar señala que el orgullo y la dignidad de los intocables de la aldea, al negarse a permitir que su invitado fuera transportado a pie, los llevó a asumir riesgos innecesarios para garantizar la seguridad de Ambedkar. También reflexiona sobre cómo incluso los "walas tonganos" de bajo estatus sentían, de manera instintiva, que un abogado altamente capacitado como él estaba por debajo de ellos debido a su condición de intocable.

### Sección 4: Contaminación del agua en el fuerte de Daulatabad
Esta sección describe un incidente que ilustra cómo los musulmanes indios comparten el mismo prejuicio contra los intocables que los hindúes.
En 1934, Ambedkar y un grupo de amigos visitaron el fuerte de Daulatabad durante un viaje a Aurangabad (que en ese momento pertenecía al estado de Nizam, Hyderabad). Al llegar al fuerte, Ambedkar y sus amigos se lavaron con agua de un tanque ubicado en la entrada, debido al polvo acumulado durante su viaje. Sin embargo, poco después, un musulmán corrió hacia ellos gritando: "¡Los dheds (intocables) han contaminado nuestra agua!", lo que causó una gran conmoción. Un grupo de musulmanes se reunió rápidamente y comenzó a insultar fuertemente tanto al grupo de Ambedkar por "contaminar" el agua como a la comunidad local de intocables por permitirles hacerlo. Ambedkar relata: "Ellos [los musulmanes] seguían insultándolos a ellos y a nosotros. El insulto era tan vulgar que nos exasperaba".
Al final del capítulo, Ambedkar reflexiona sobre este episodio y afirma: «Dije un ejemplo para demostrar que una persona que es intocable para un hindú también lo es para un parsi. Esto demostrará que una persona que es intocable para un hindú también lo es para un musulmán».

### Sección 5: Un médico se niega a brindar atención adecuada y una mujer muere.
En esta sección, Ambedkar presenta una carta publicada en la revista Young India, dirigida por M.K. Gandhi, en su edición del 12 de diciembre de 1929. La carta fue escrita por un maestro de escuela harijan en Kathiawar, cuya esposa se enfermó poco después de dar a luz. El médico local, un hindú brahmán, se negó a atenderla directamente o incluso a entrar en su aldea debido a la baja casta del maestro. Finalmente, el médico aceptó examinar a la mujer, pero solo bajo la condición de que la sacaran de la colonia harijan y la trataran sin contacto físico. El maestro accedió, y el procedimiento se llevó a cabo de la siguiente manera: el médico primero pasó el termómetro a un musulmán, quien lo entregó al maestro, quien a su vez se lo pasó a su esposa. El médico diagnosticó neumonía y se fue. A pesar de que el maestro pagó los honorarios, el estado de la esposa empeoró en los días siguientes, y el médico se negó a regresar. Finalmente, la esposa del maestro falleció debido a la falta de atención médica adecuada.
Ambedkar concluye el capítulo afirmando: «El [médico] no tuvo inconveniente en ignorar el código de ética que rige su profesión. Para un hindú, es preferible actuar con inhumanidad antes que tocar a un intocable».

### Sección 6: Un joven oficinista es maltratado y amenazado hasta que abandona su trabajo.
En esta sección, Ambedkar narra la experiencia de un joven de Bhangi que trabajaba como talati en las oficinas gubernamentales del distrito de Borsad, Kheda, en lo que actualmente es Gujarat. A pesar de su puesto, debido a su estatus de intocable, se le negó alojamiento en la oficina. Los intocables de la aldea tampoco lo acogieron ni lo asistieron, temerosos de las represalias de los hindúes de casta superior, quienes consideraban que él había aceptado un trabajo fuera de lo que ellos percibían como sus derechos naturales.
En la oficina gubernamental, sus compañeros lo discriminaron de diversas formas, lo maltrataron y le negaron el acceso al agua. La situación empeoró y un incidente llevó a una turba de vecinos a amenazar con matarlo. Ante la angustia de la situación, el joven decidió renunciar a su puesto de inmediato.

## Primera publicación y ediciones posteriores
En 1990, la Sociedad de Educación Popular publicó la obra en formato de folleto. Más adelante, en 1993, fue incluida por el Departamento de Educación del Gobierno de Maharashtra en el volumen 12, parte I, de Dr. Babasaheb Ambedkar: Escritos y Discursos.